# Абу-Сімбел
Абу́-Сімбе́л (араб. أبو سنبل) — археологічна ділянка в Нубії, у південному Єгипті, на західному березі Озера Насера. Вона складається з двох скельних храмів Рамзеса II першої половини 13 століття до н. е. Великий храм, присвячений фіванському богу Амону-Ра, має фасад у вигляді пілону, фланкірованого 4 колосами Рамзеса II (висота до 20 м), 2 гіпостиля, святилище з сидячими статуями фараона та богів, двір, молельні; на стінах — розфарбовані рельєфи. Малий храм, присвячений богині Хатхор, оформлений по фасаду 6 колосами Рамзеса II та цариці Нефертарі (висота близько 10 м).
Архітектура ансамблю відрізняється симетрією та монументальністю форм. При будівництві нової Асуанської греблі в 1964-67 роках обидва храми були перенесені на скелю біля старого русла річки.

## Галерея

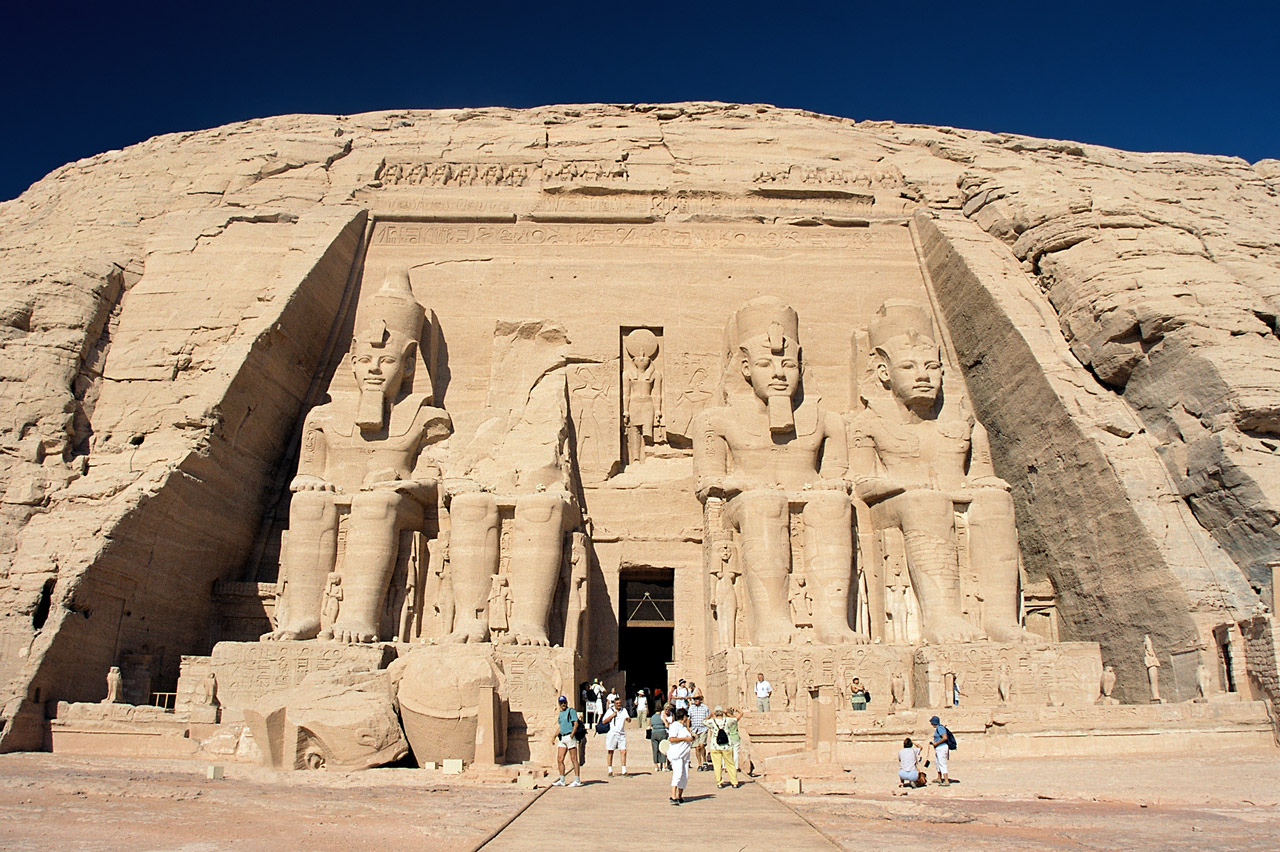
Храм Рамзеса, фасад
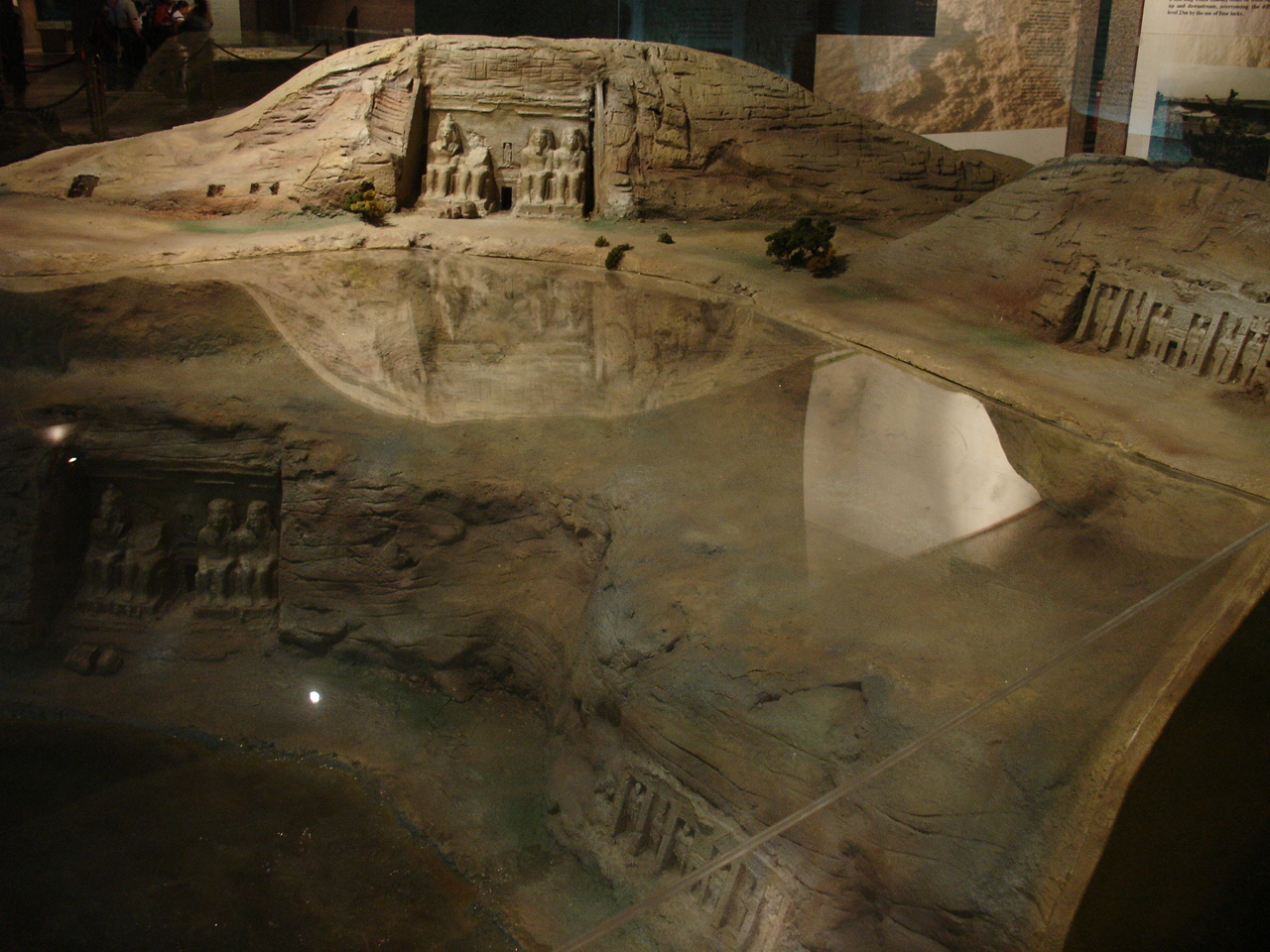
Модель, що ілюструє старе і нове місце розташування храмів та рівень води
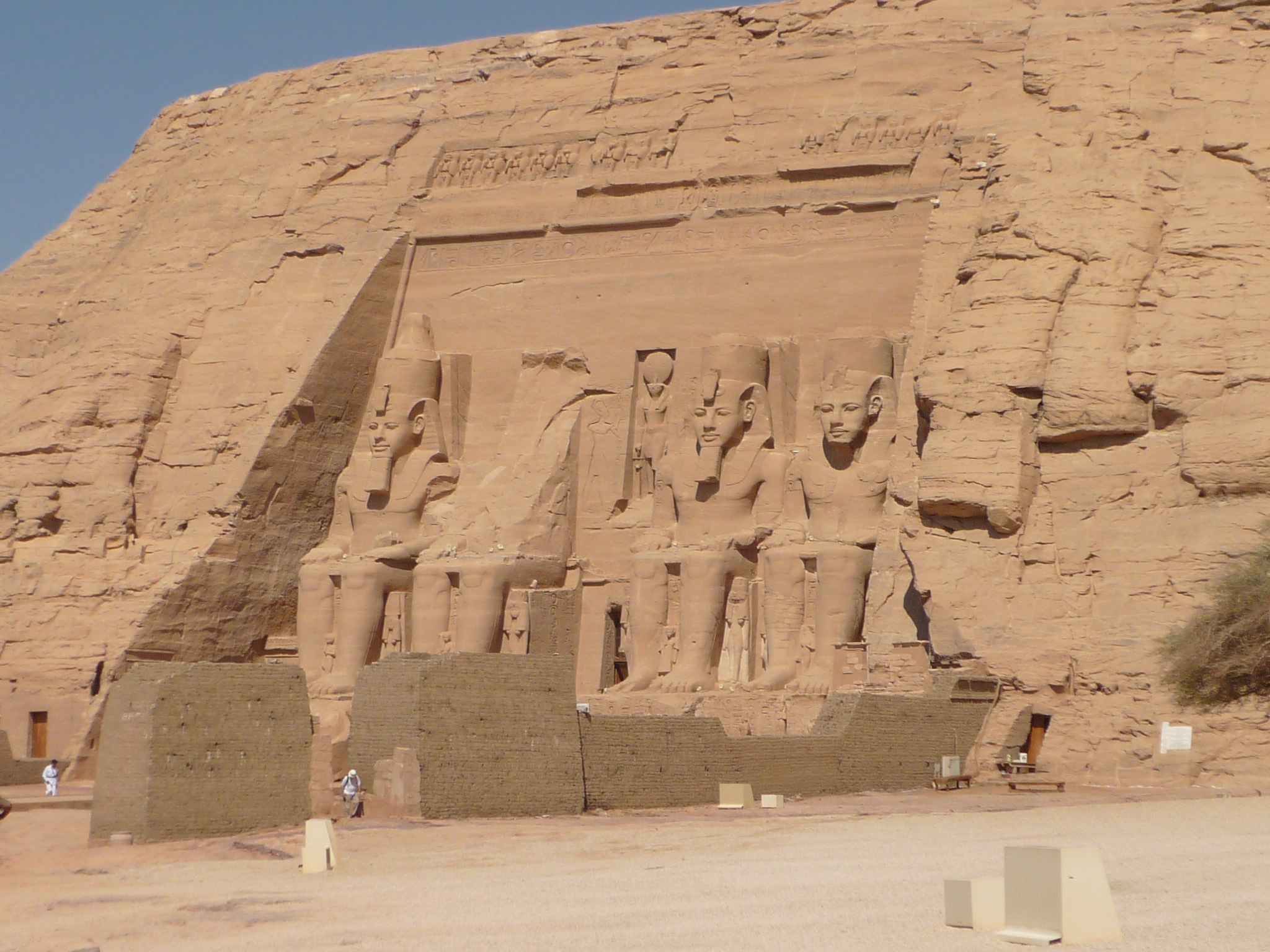
Фасад і пілони
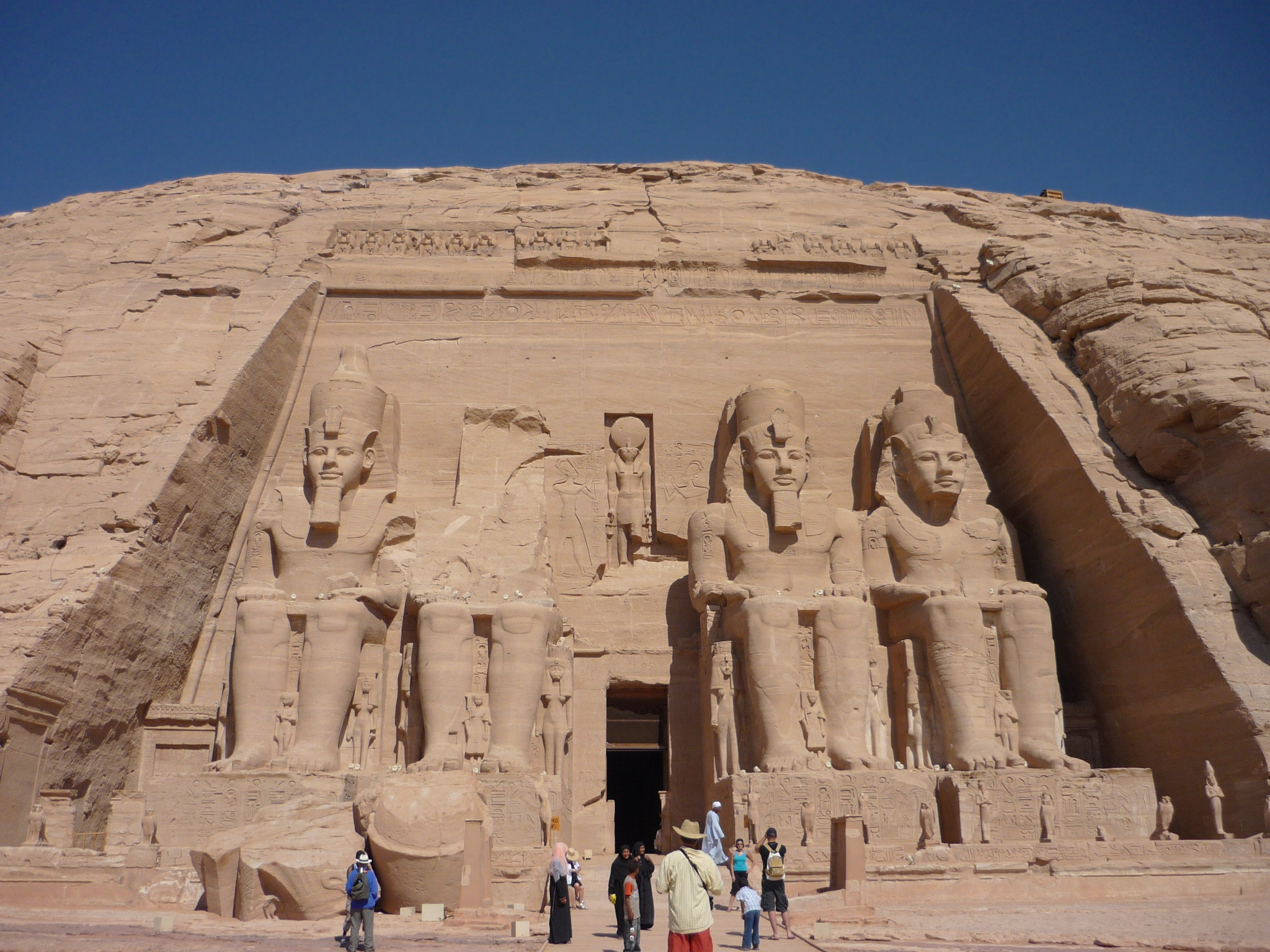
Фасад
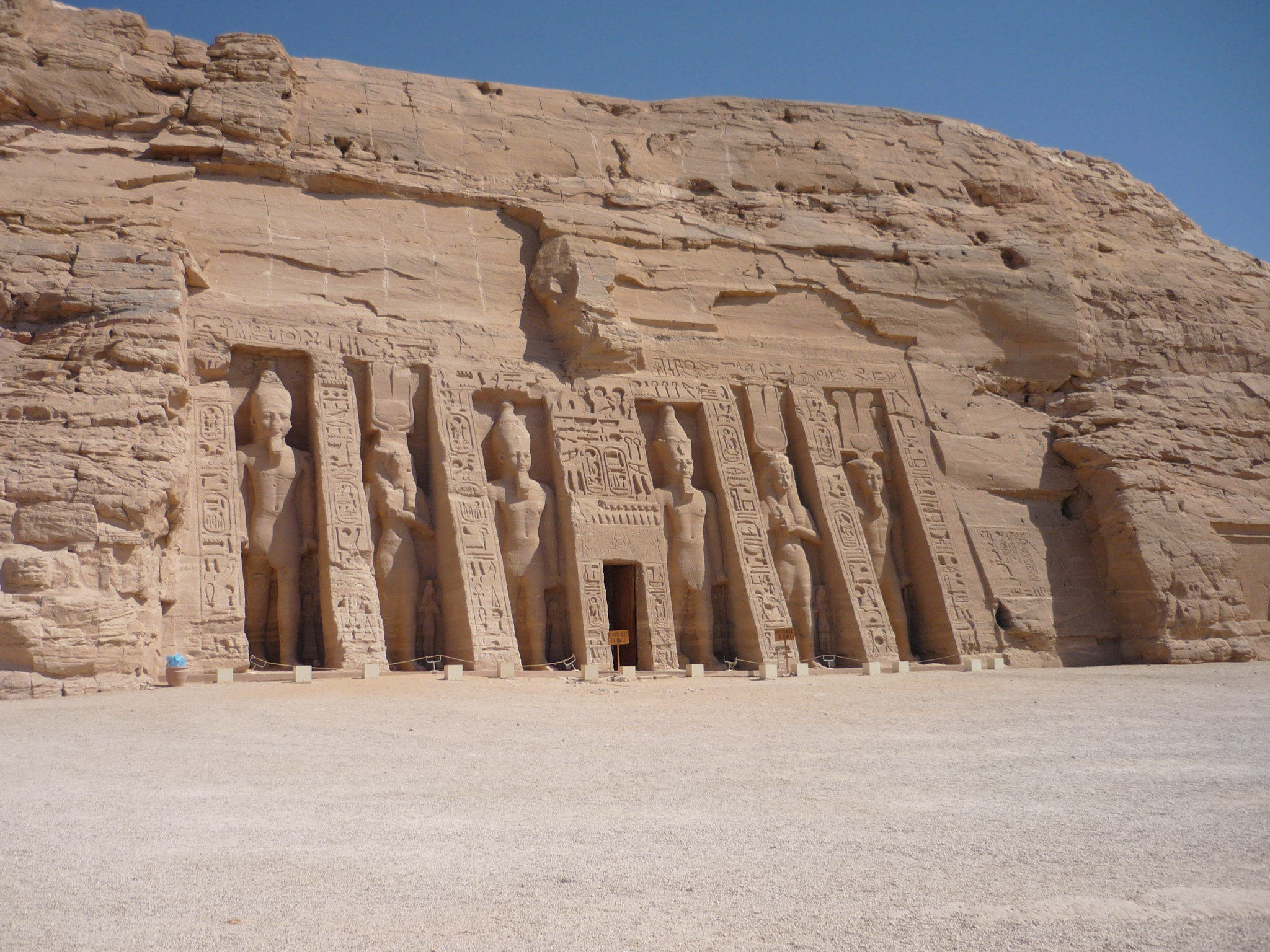
Фасад малого храму
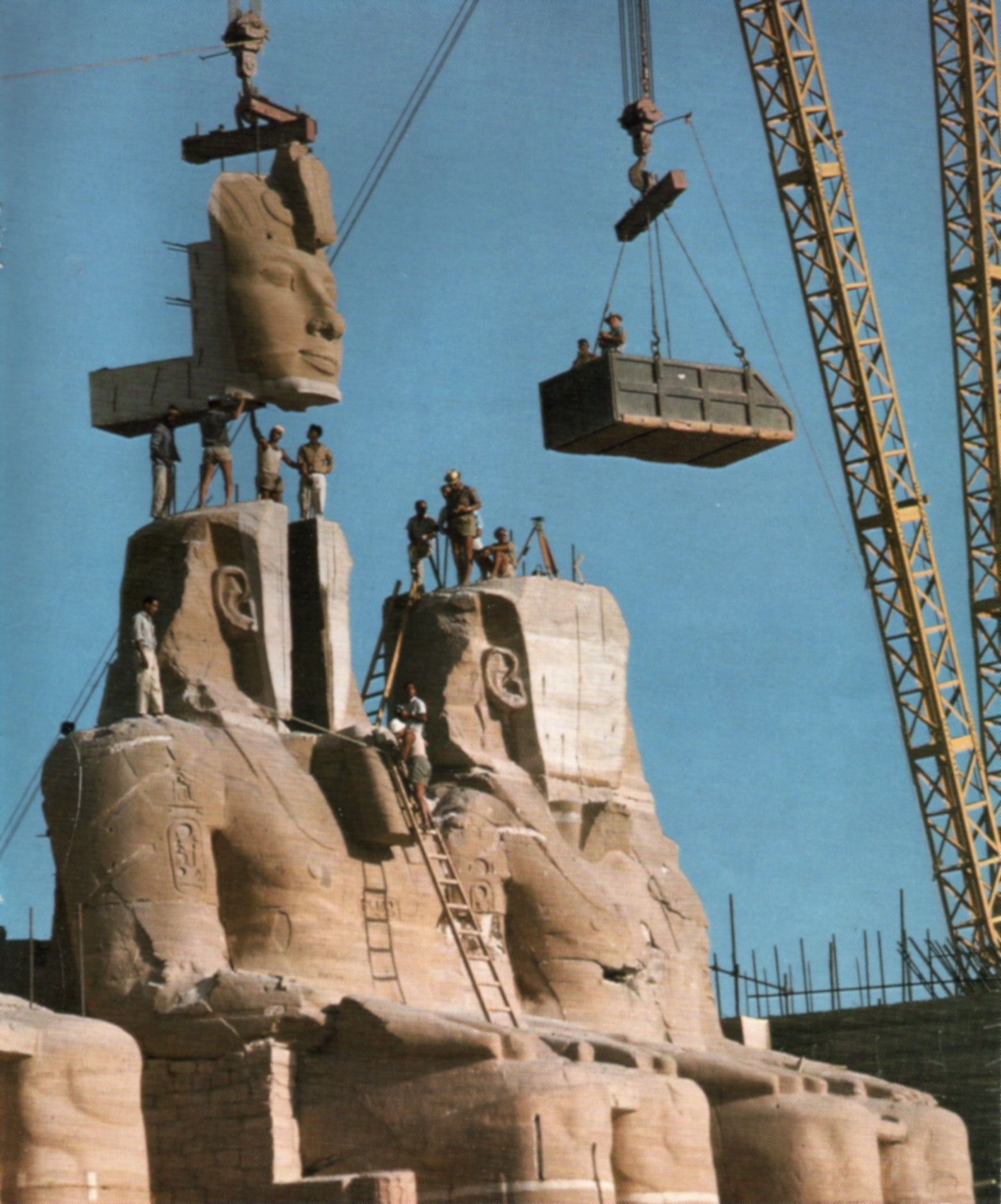
Працівники розбирають статуї для переміщення на нове місце
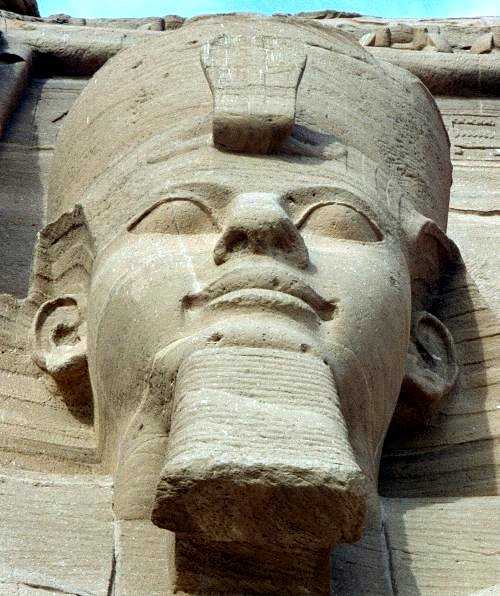
Рамзес II
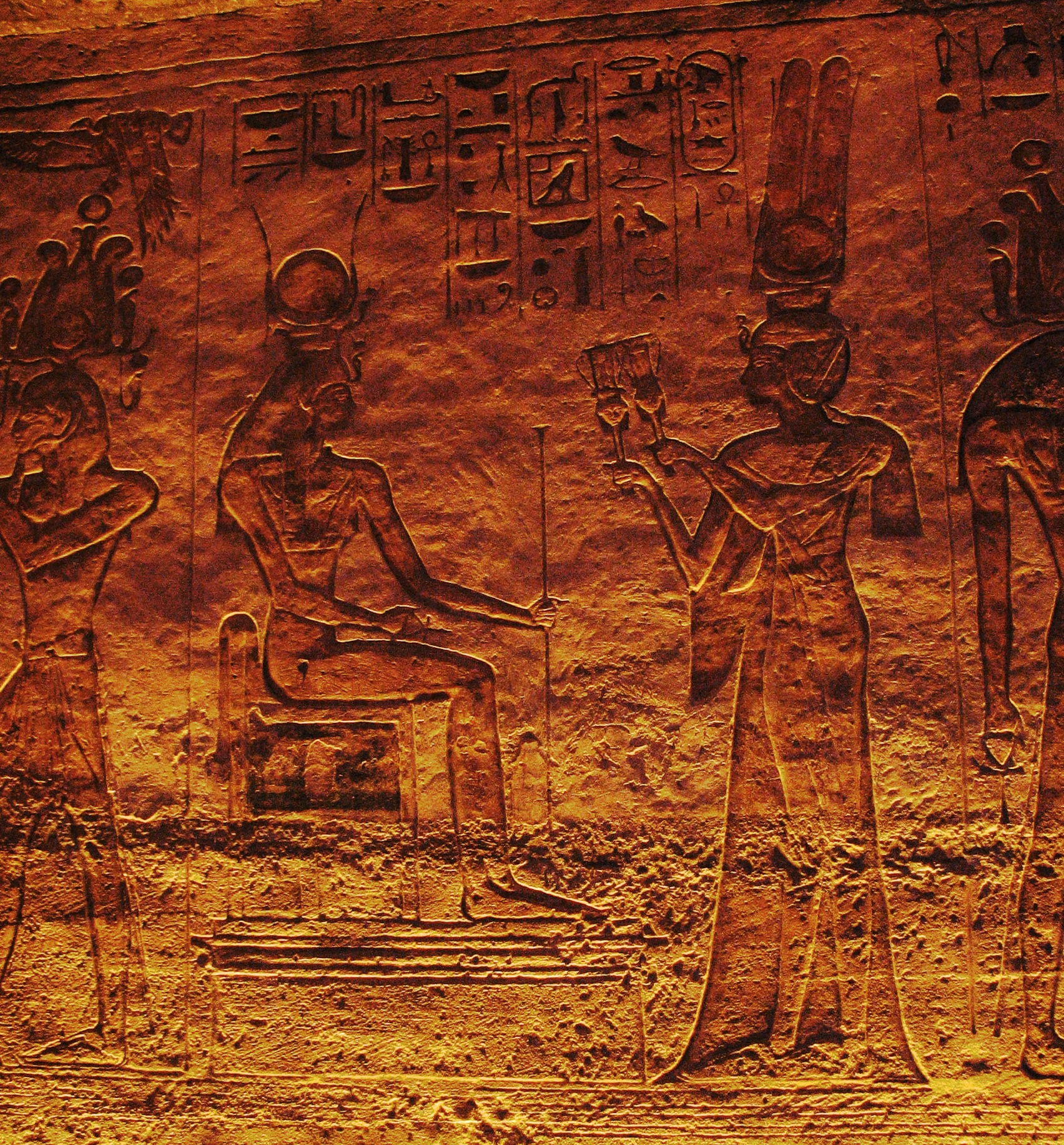
Нефертіті робить піднесення богині Хатор
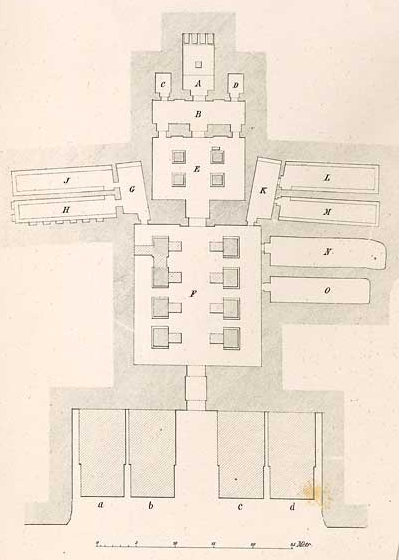
План храму
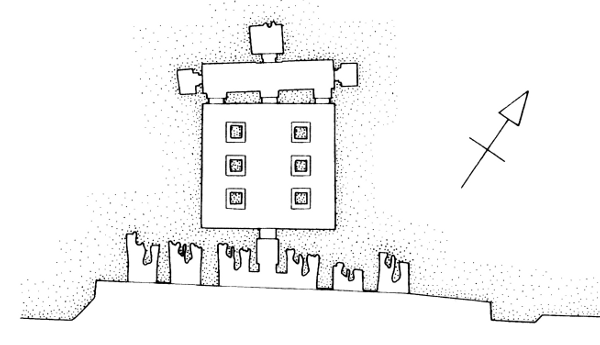
План малого храму
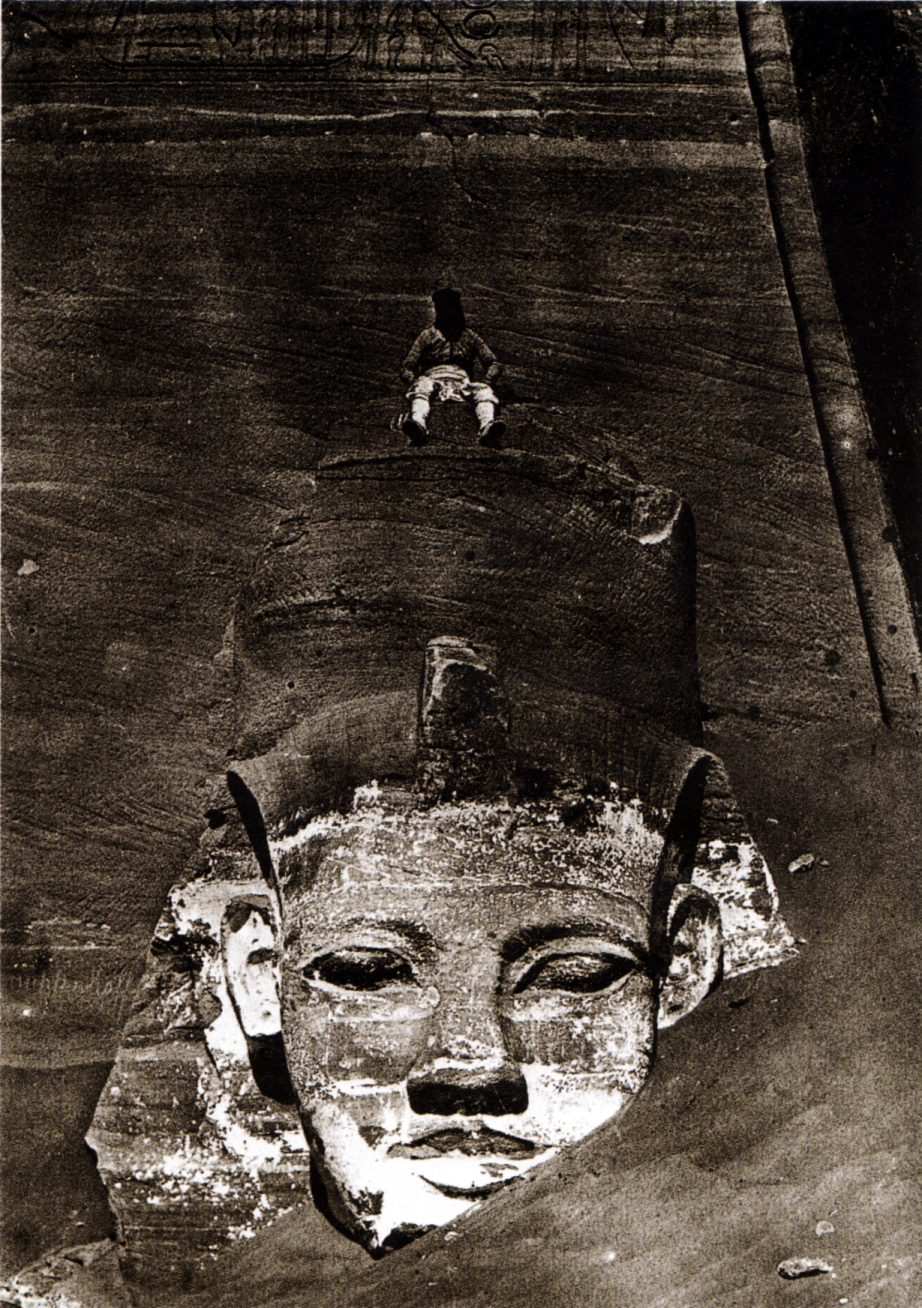
Колосс, що був поглинутий пісками
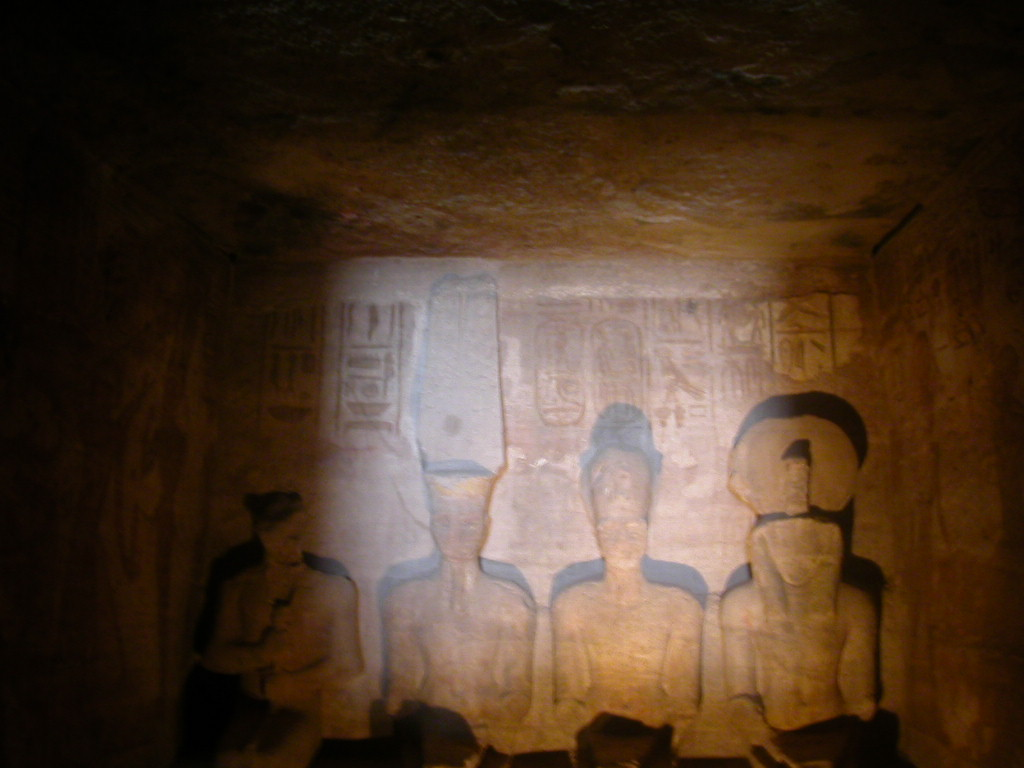
Ефект від сонячного світла на статуї святилища
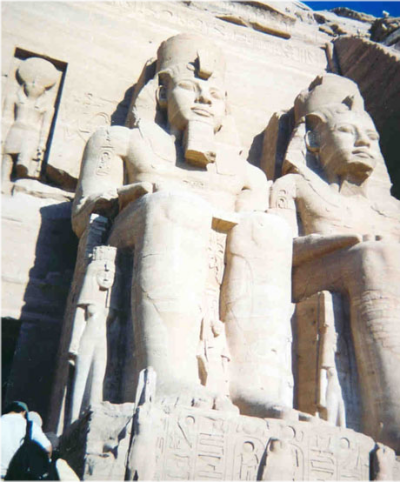
Деталь на вході до храму Рамзеса
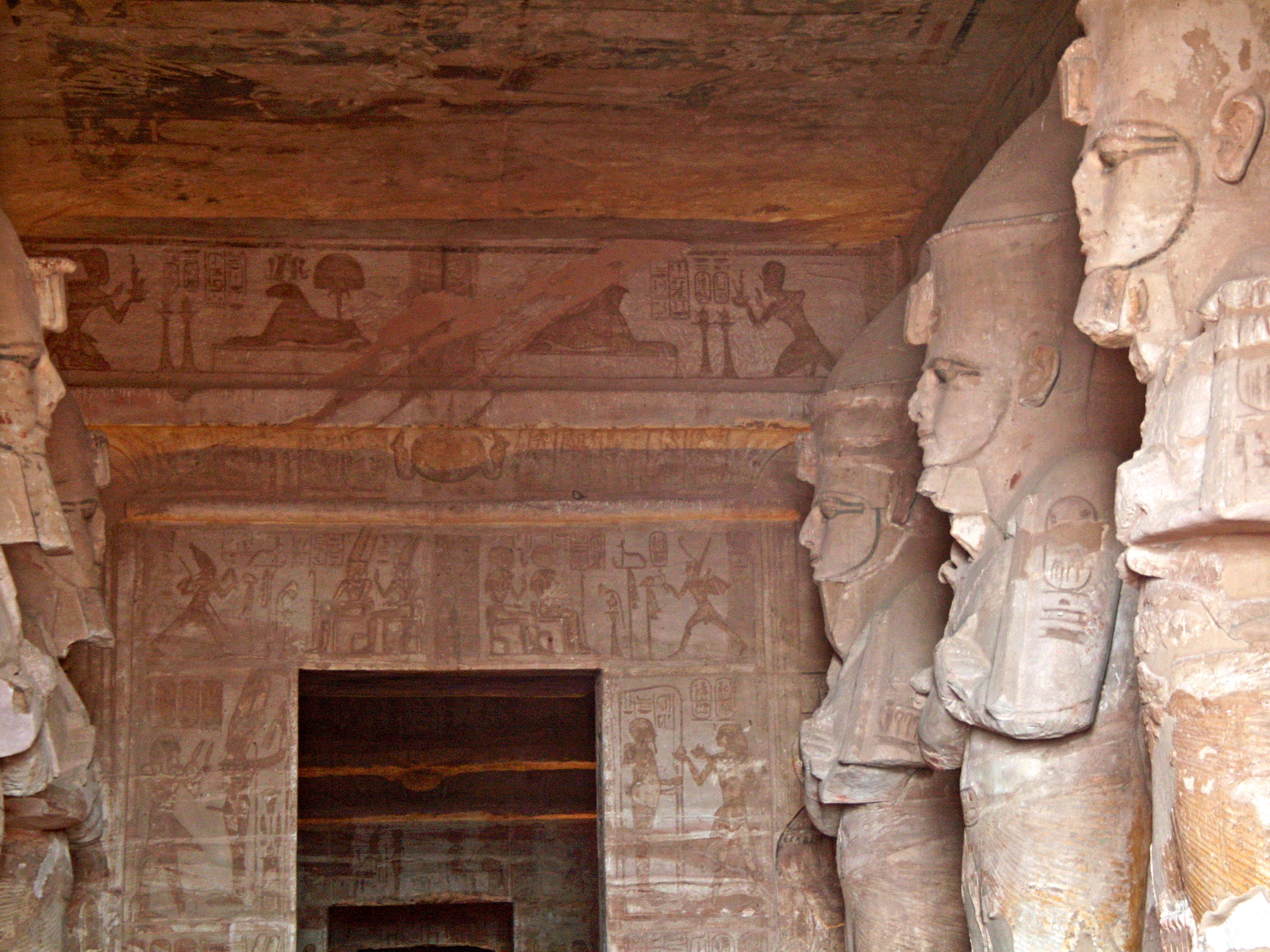
Перший центральний зал великого храму.
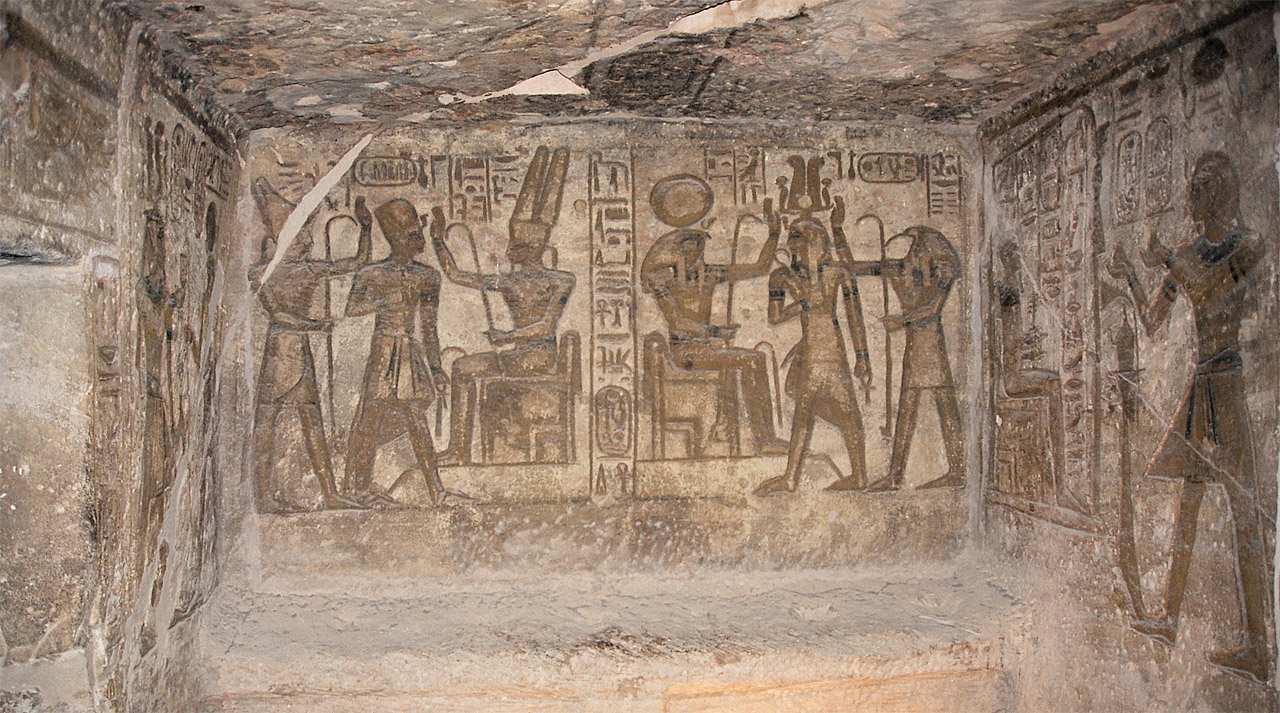
Кімната головного храму Рамзеса.
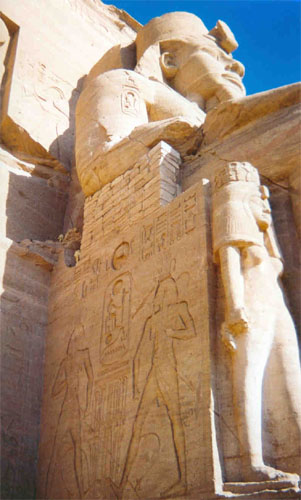
Деталь на вході в храм Рамзеса
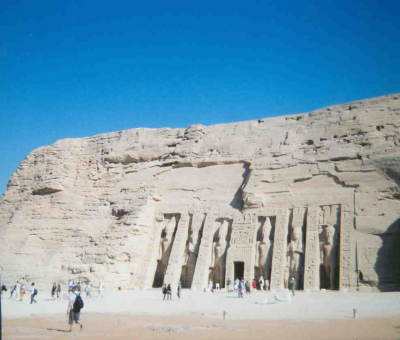
Храм Нефертарі
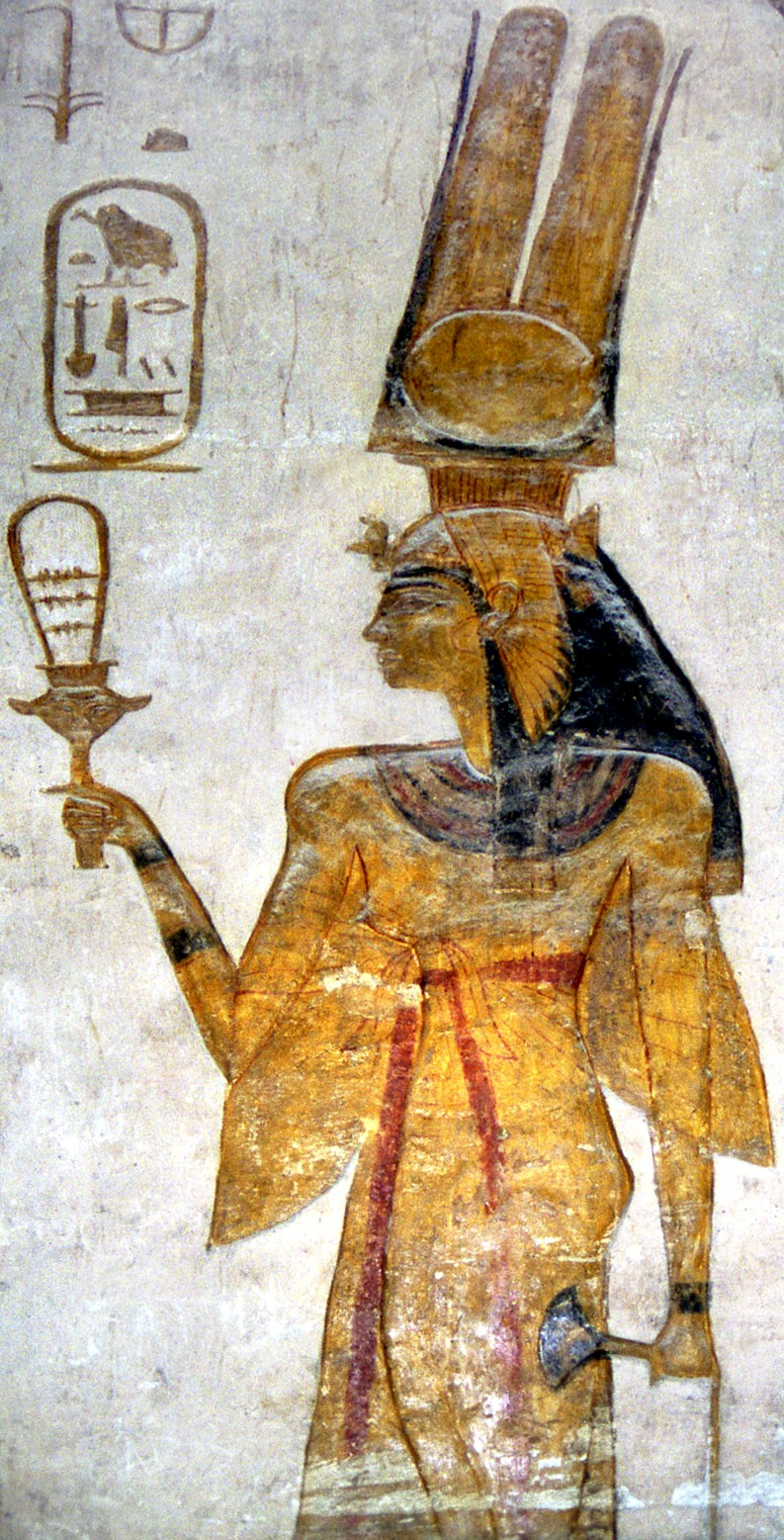
Деталь всередині малого храму
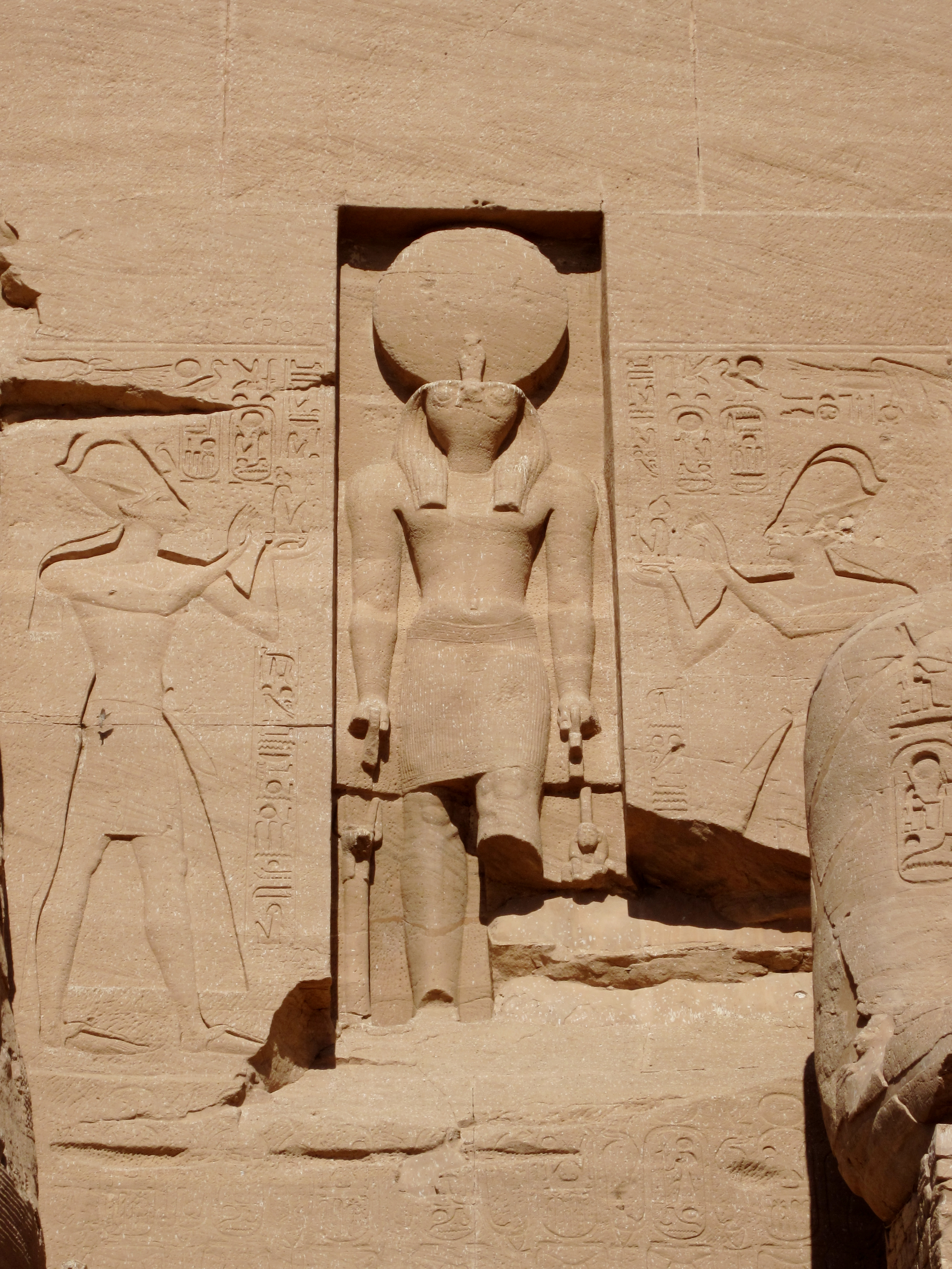
Великий храм
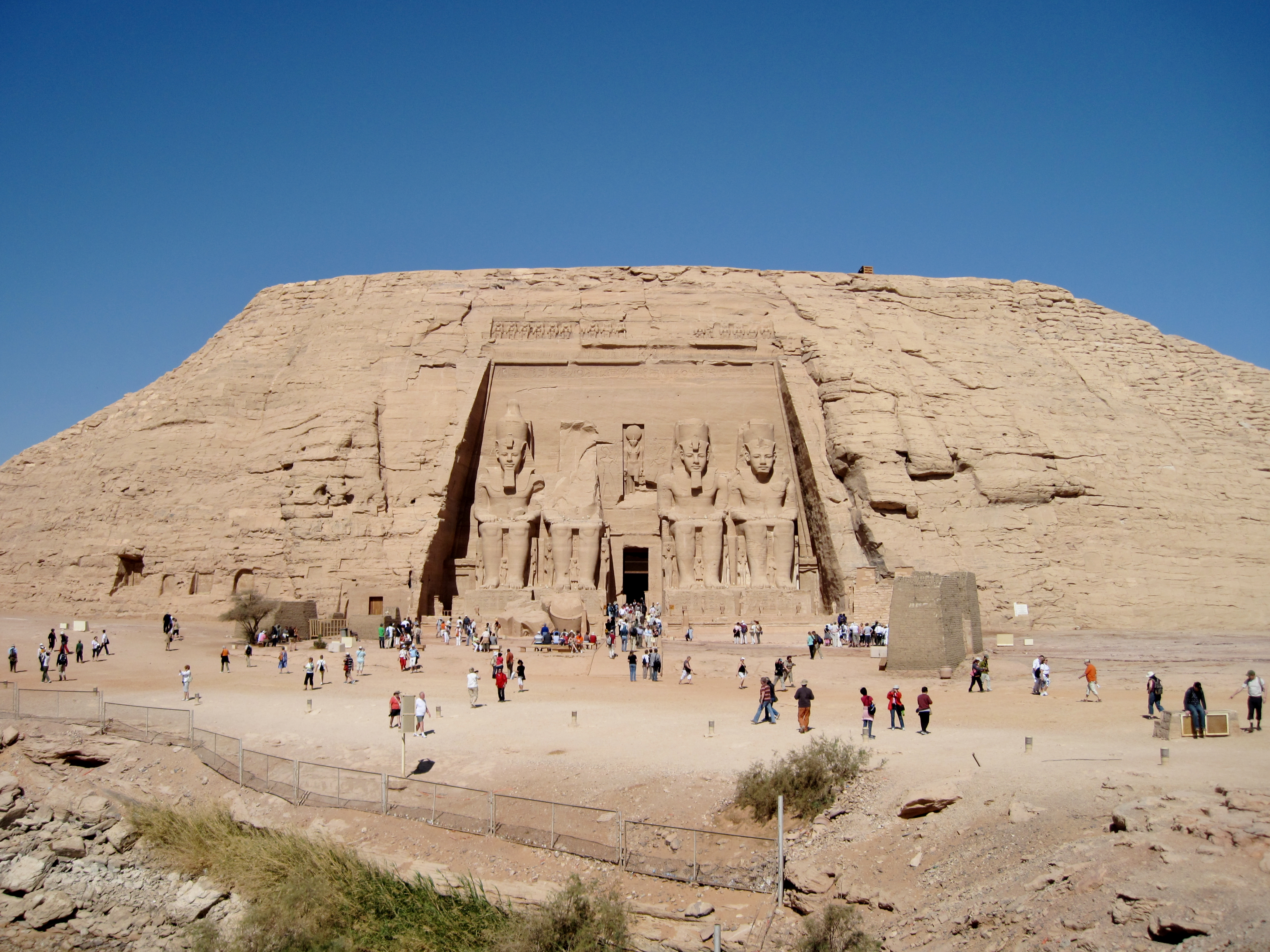
Великий храм
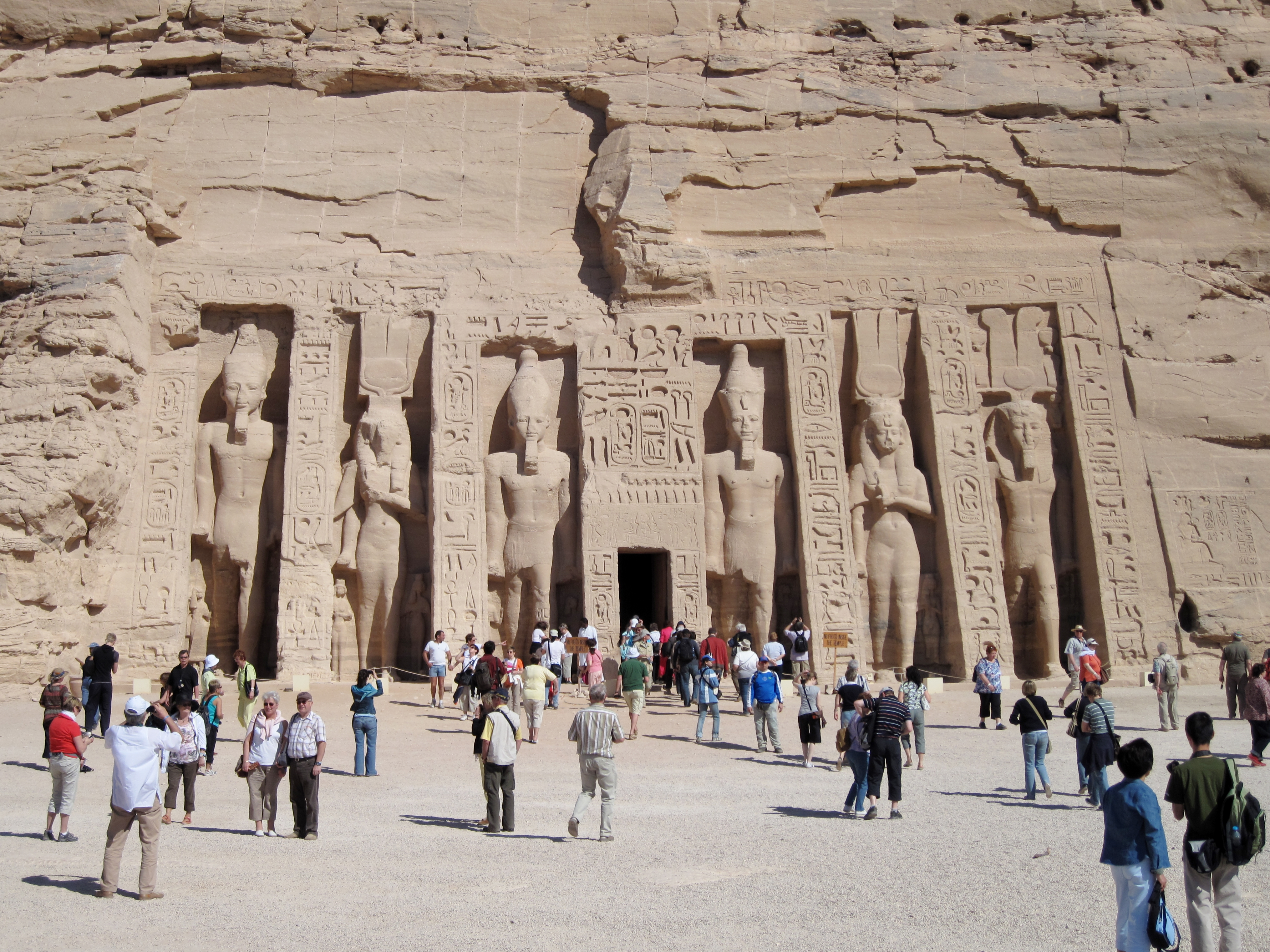
Малий храм
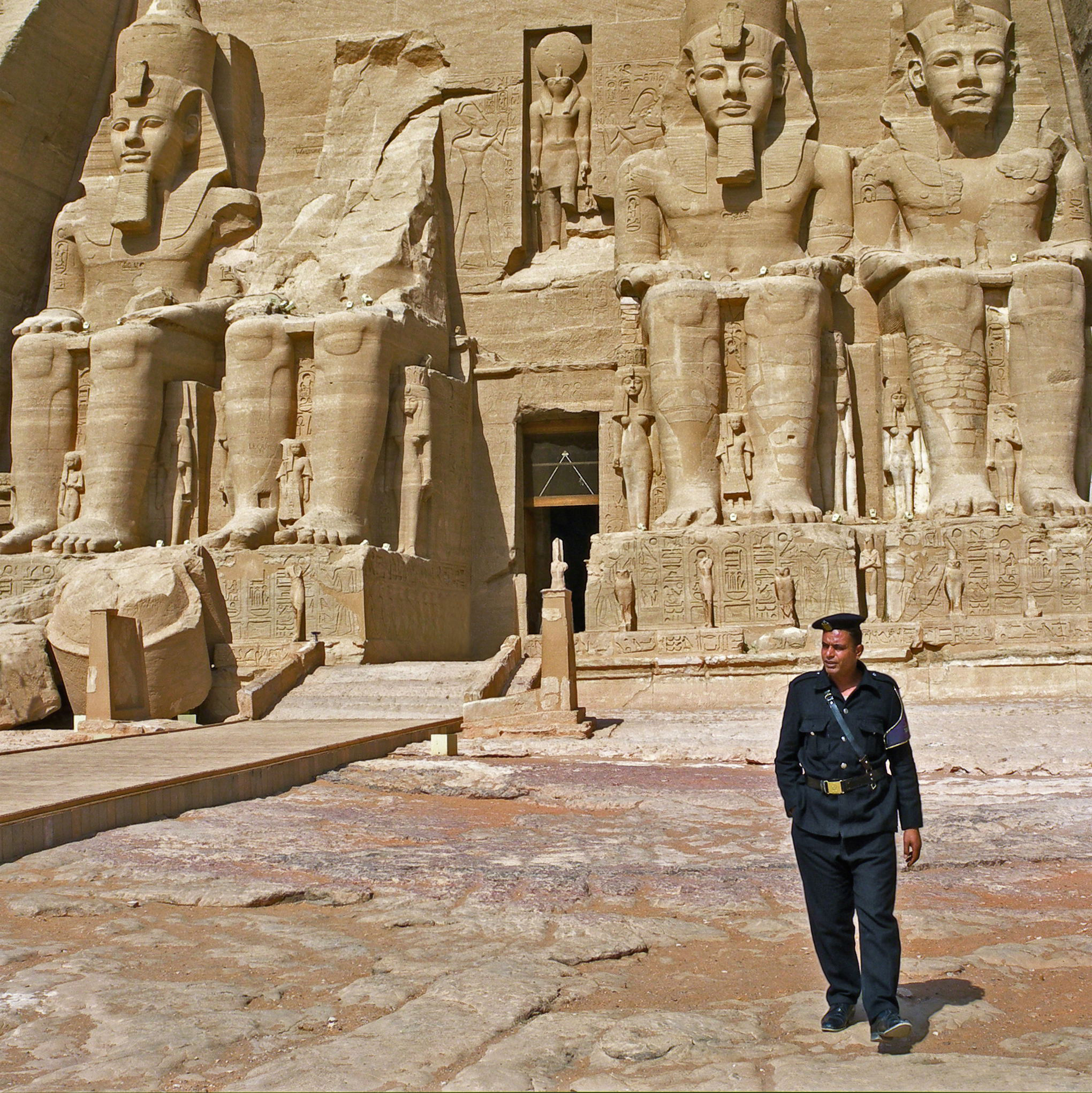
Гвардієць Рамзесу
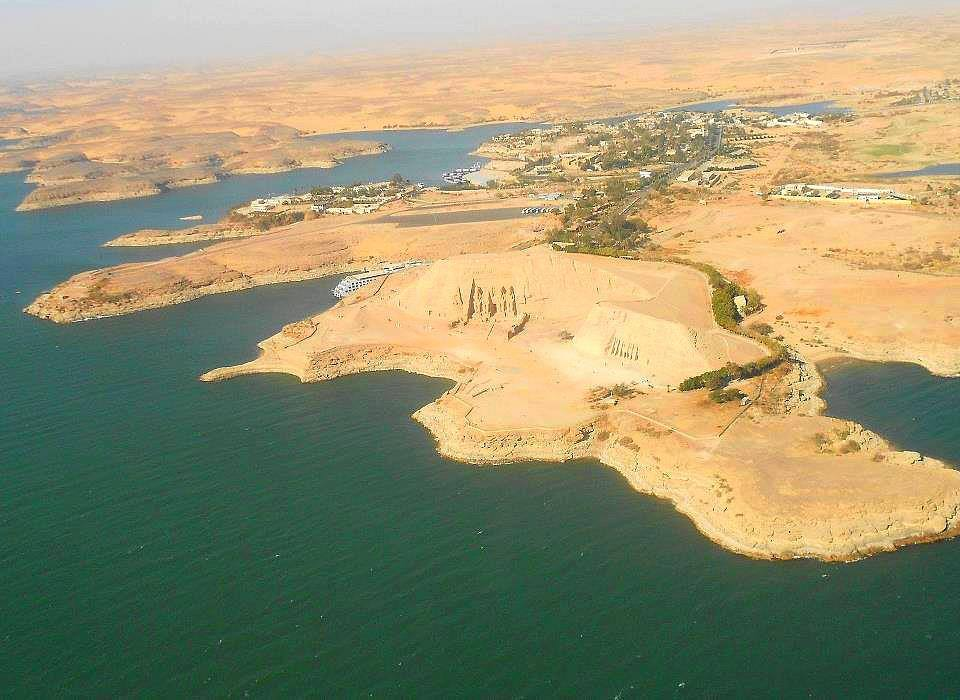
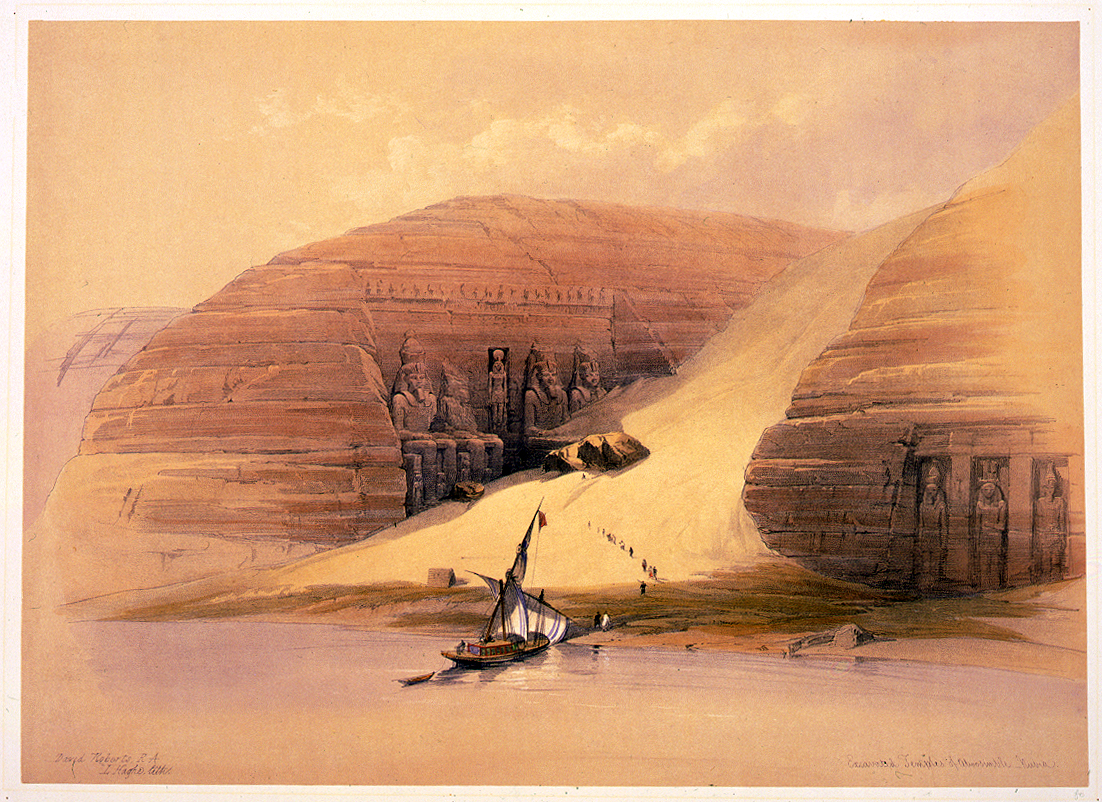
Розкопки храму
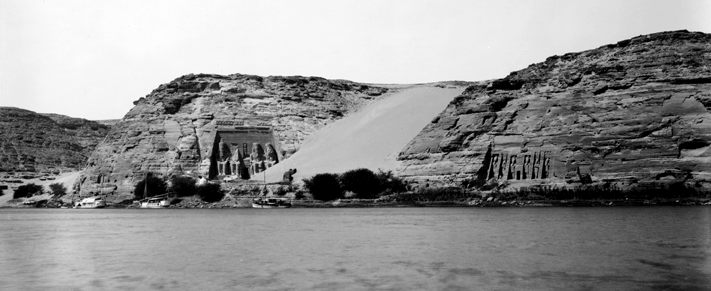
Храм, 1905-1907
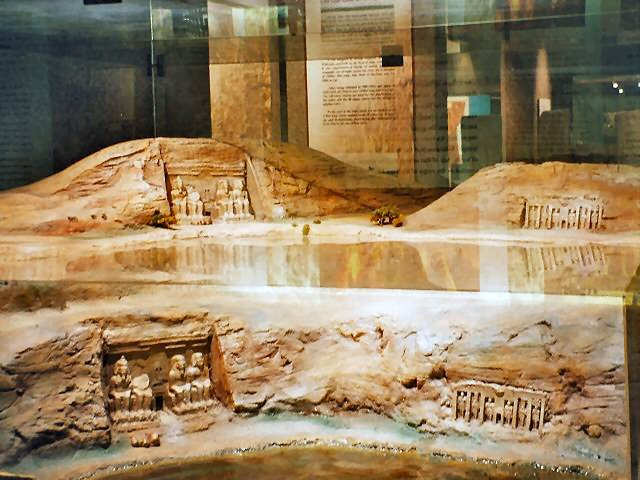
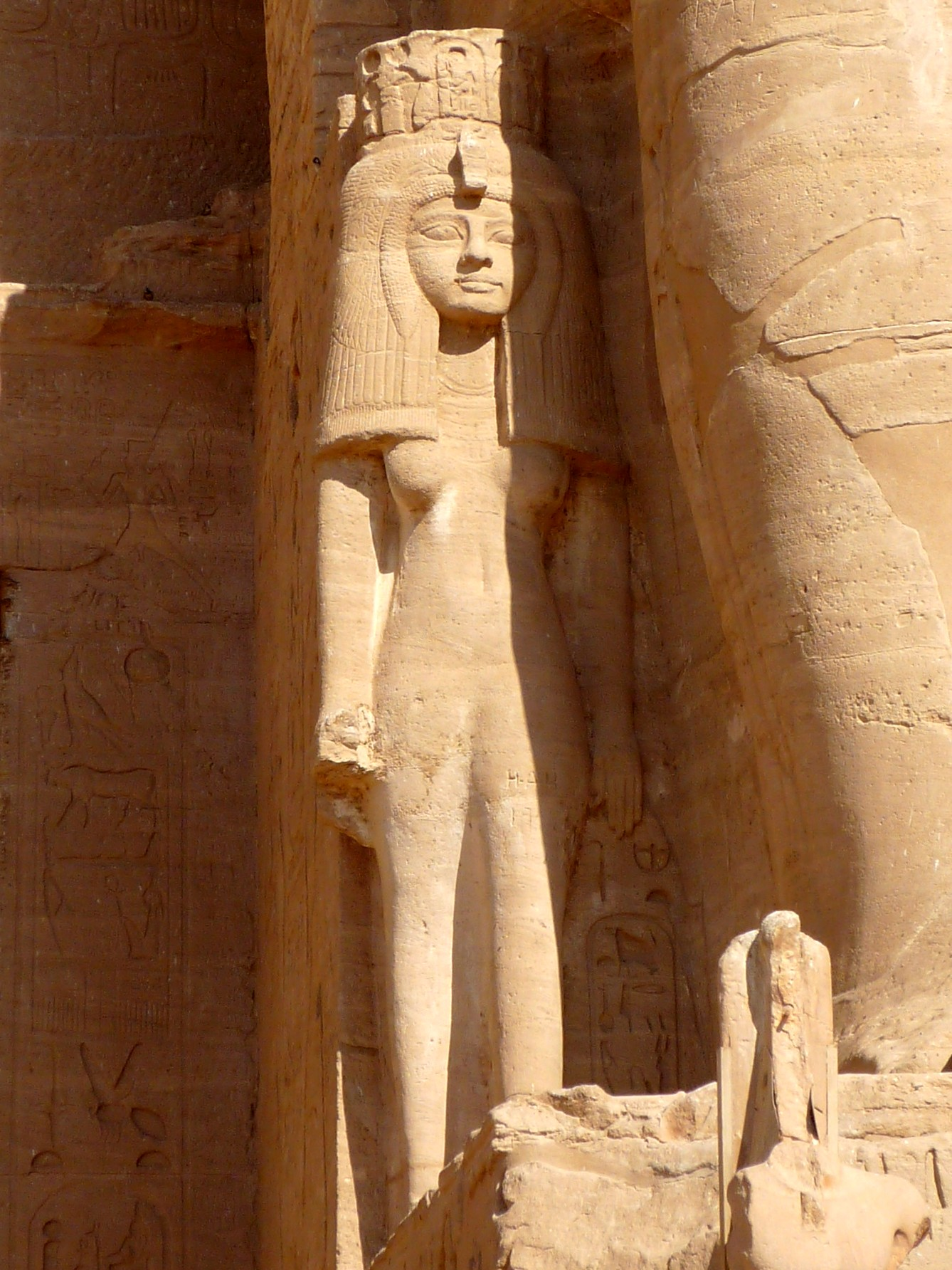
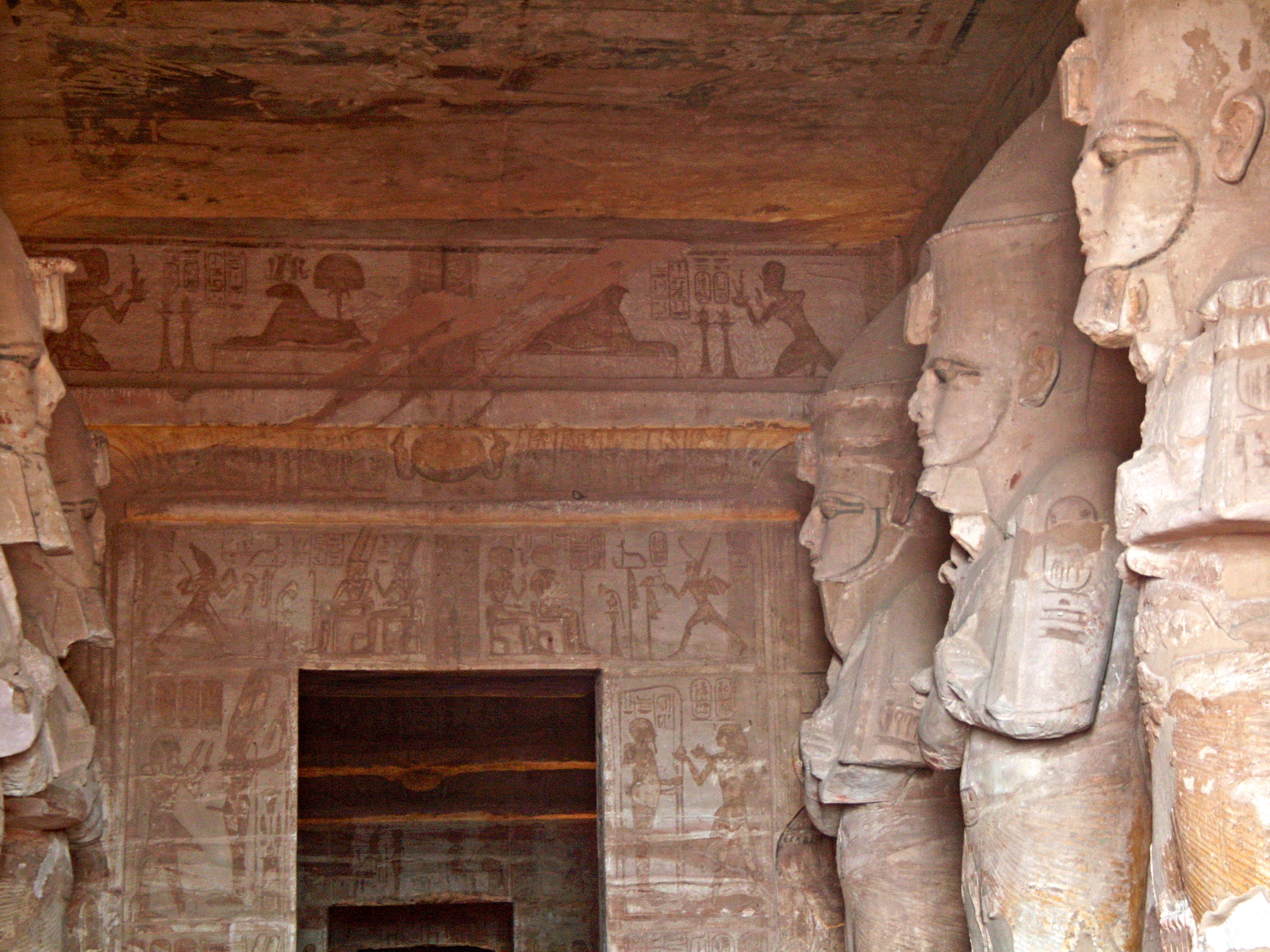
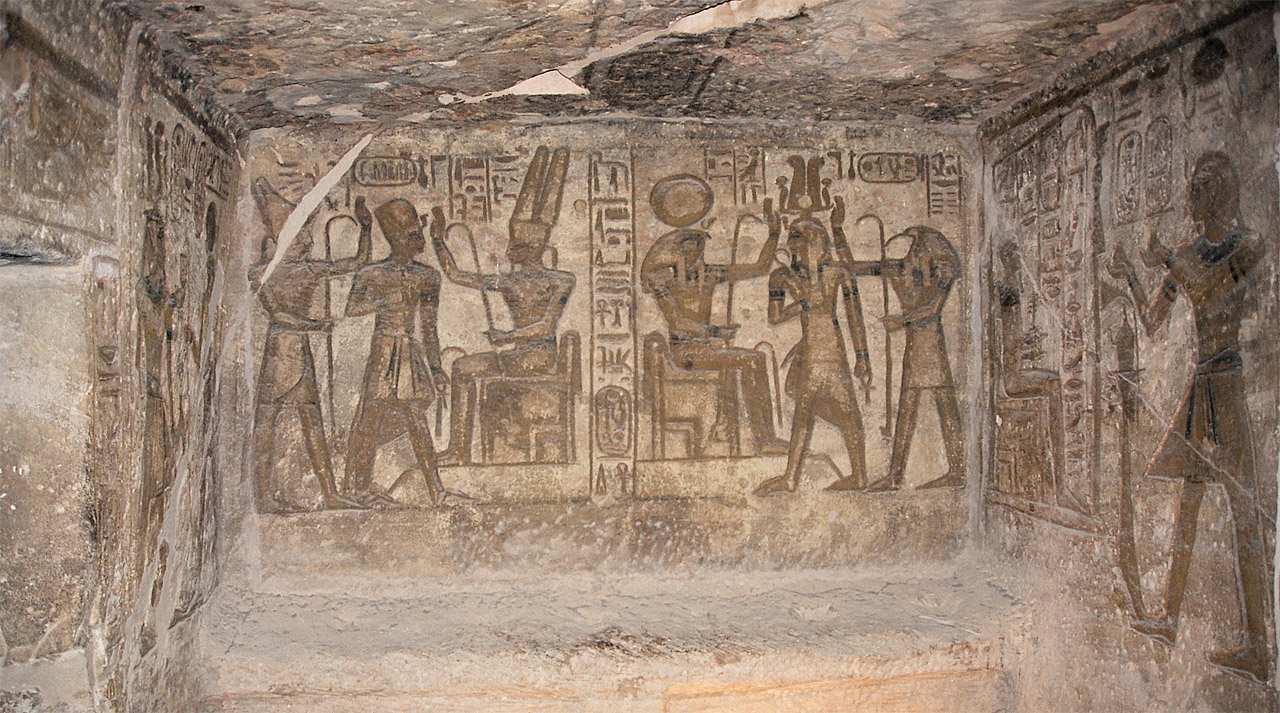
Храм Рамзеса, декорації приміщень, 2004
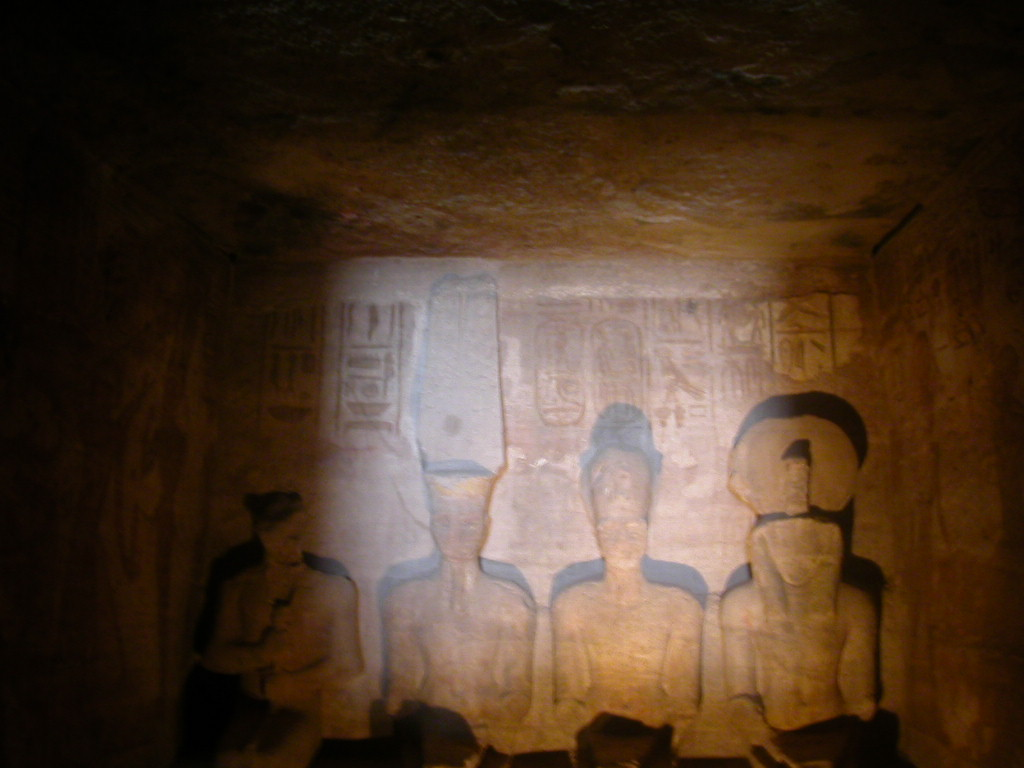
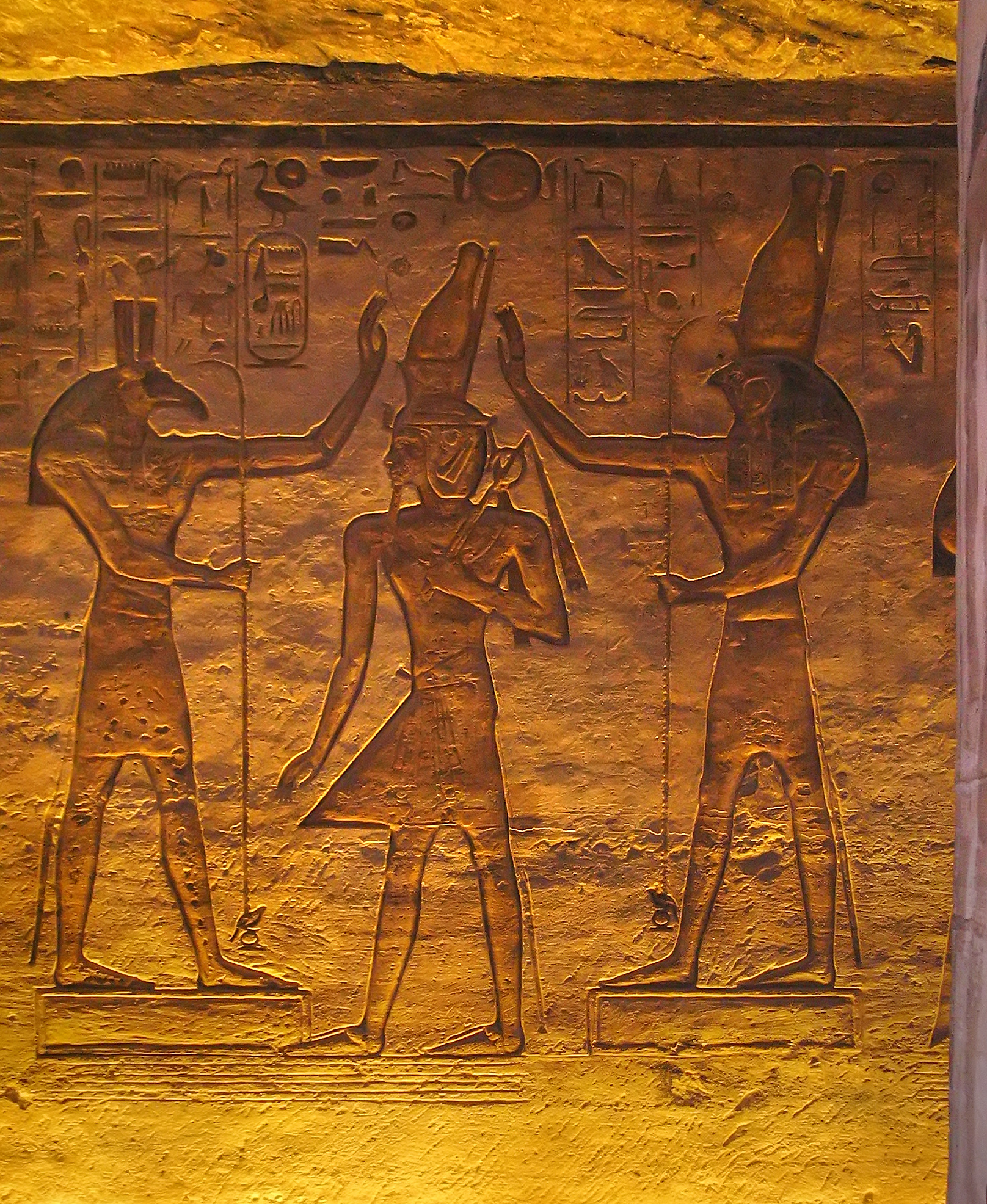
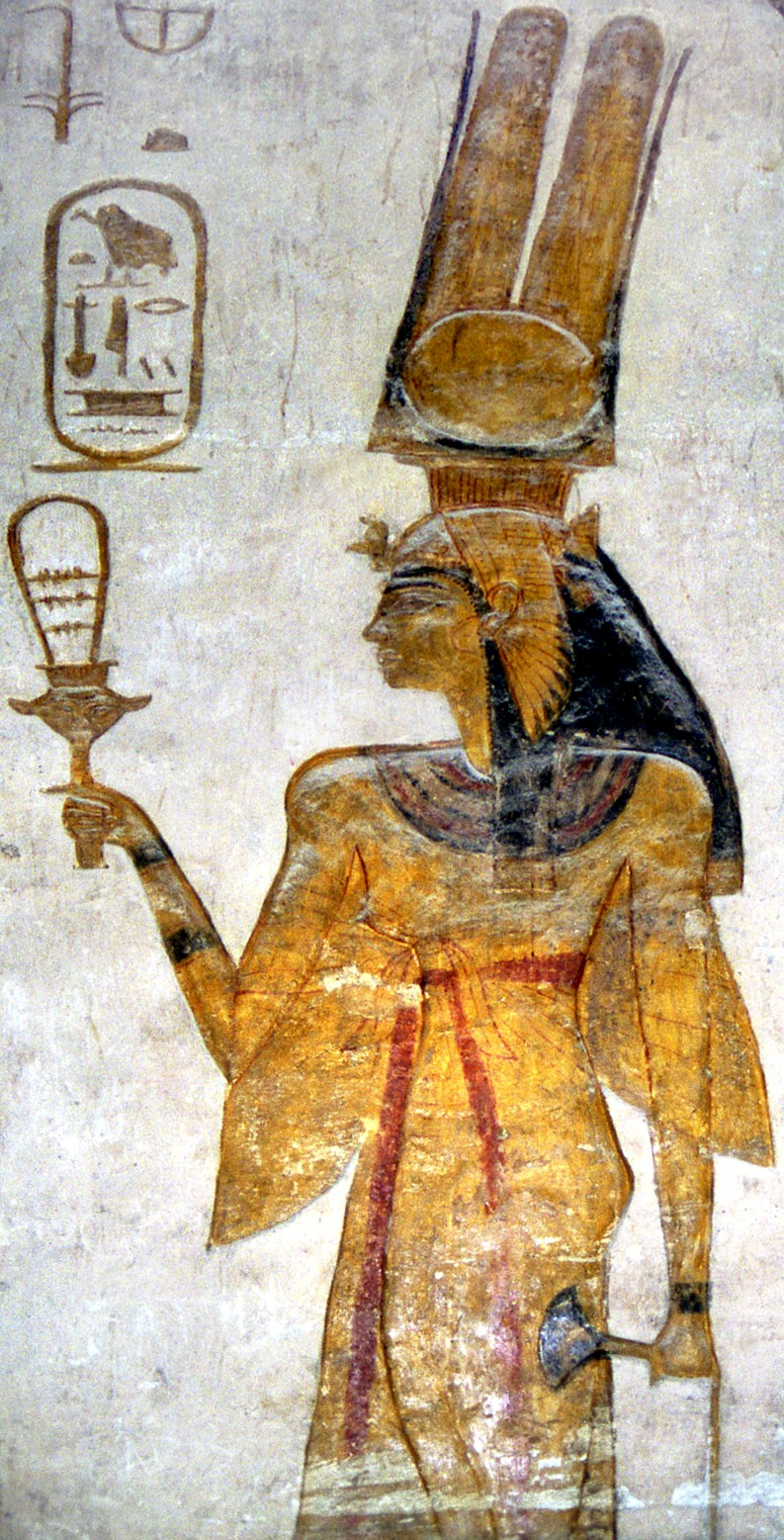
Нефертарі
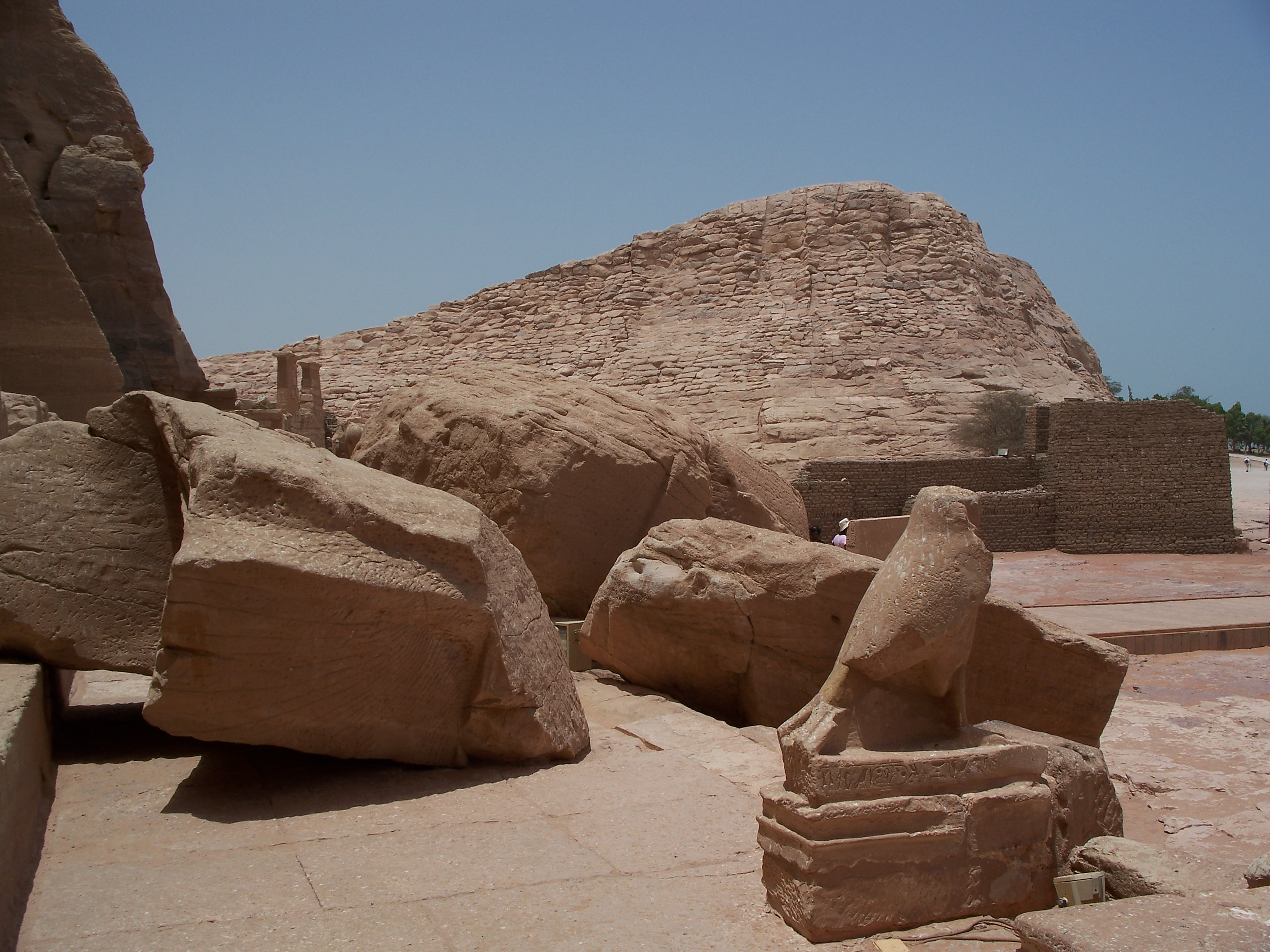
Колос, що впав
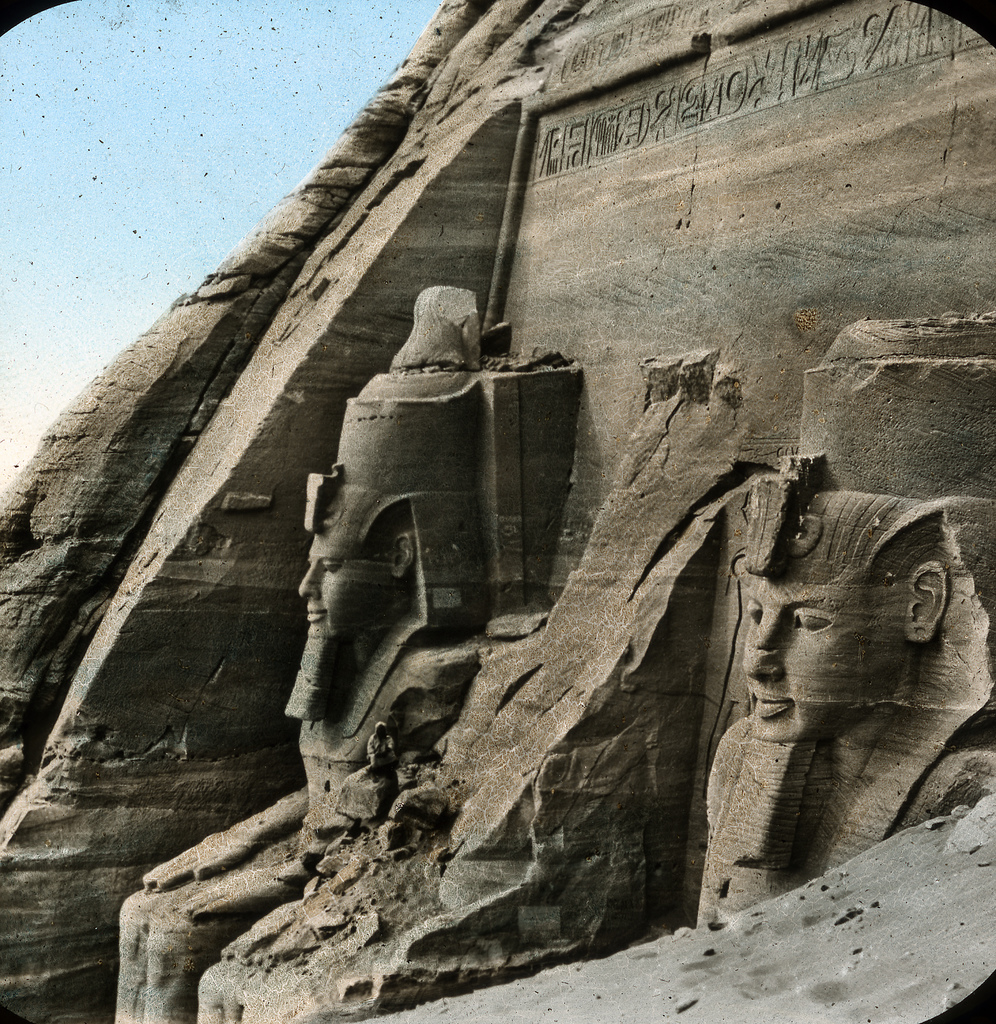
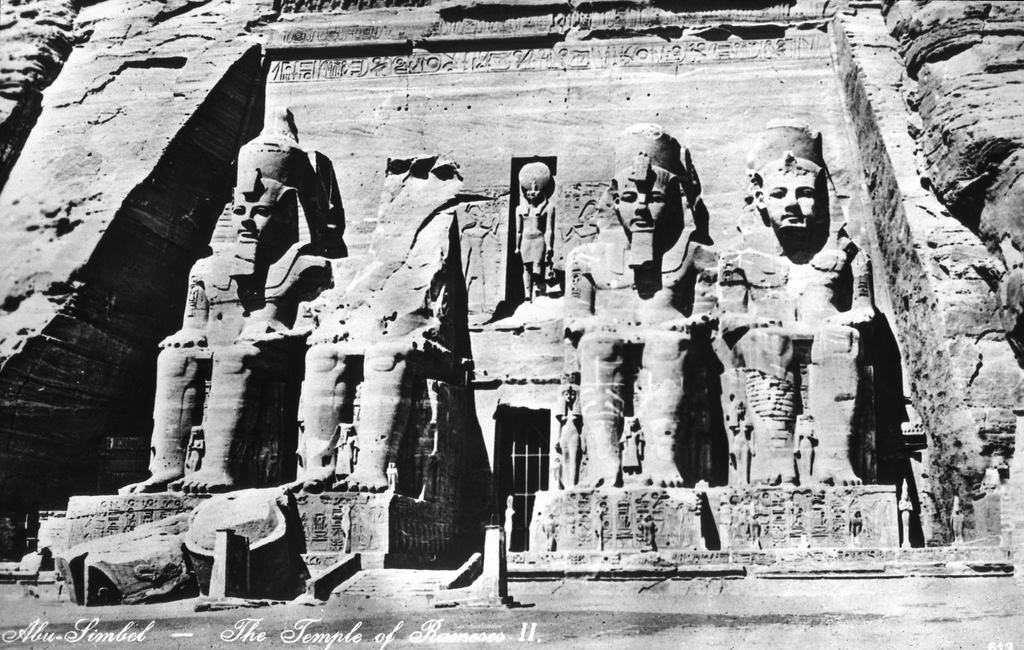
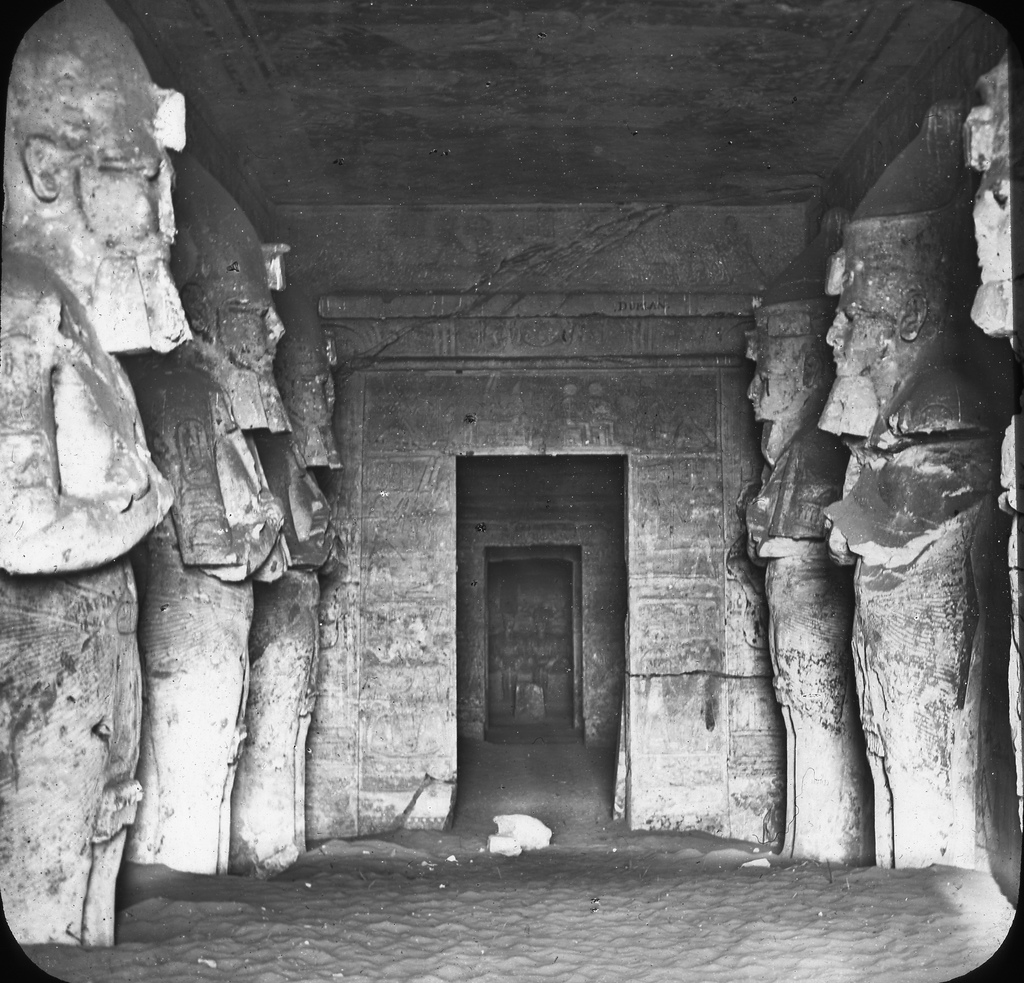
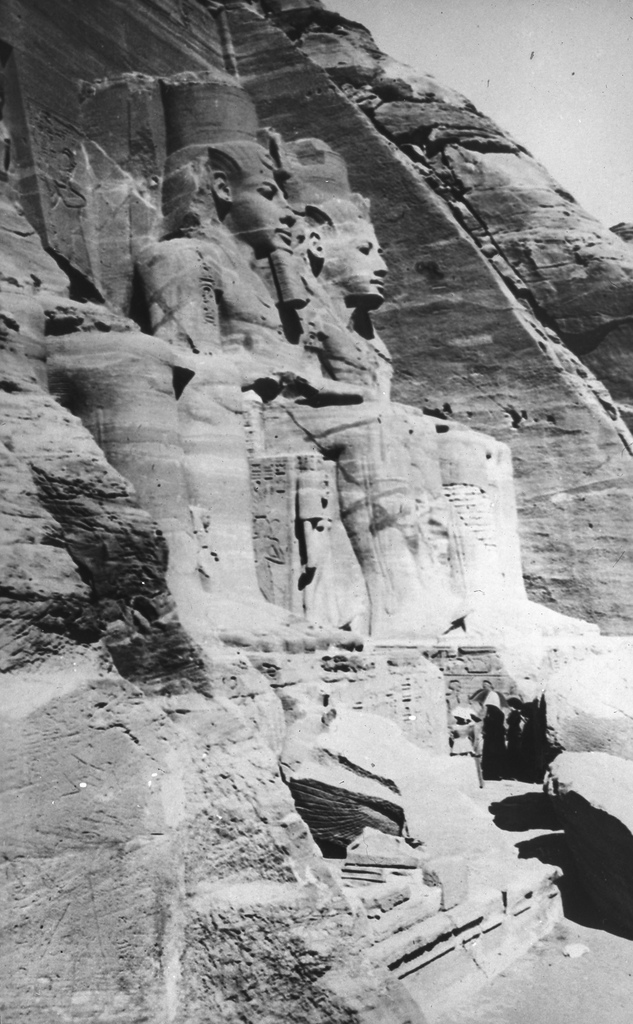
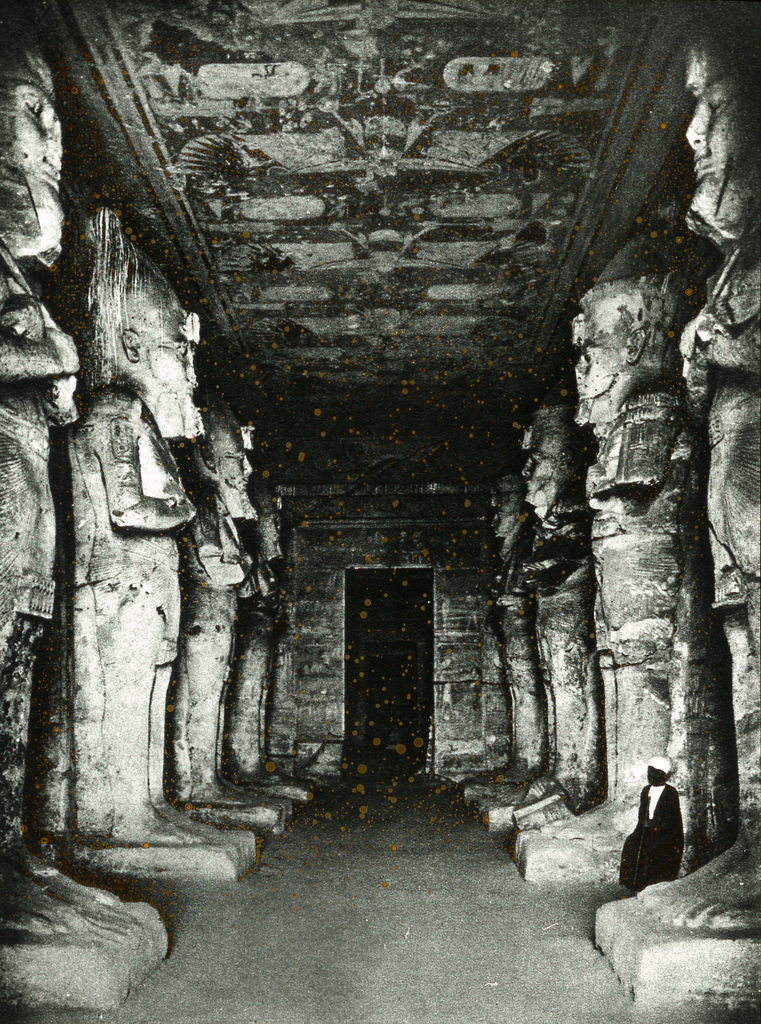